# 5804 Bambinidipraga
5804 Bambinidipraga eller 1985 RL1 är en asteroid i huvudbältet som upptäcktes den 9 september 1985 av den tjeckiske astronomen Antonín Mrkos vid Kleť-observatoriet i Tjeckien. Den är uppkallad efter Bambini di Praga.
Asteroiden har en diameter på ungefär 6 kilometer.